# Gerald Ellison
Gerald Alexander Ellison, né le 19 août 1910 à Windsor dans le Berkshire et mort le 18 octobre 1992 à Cerne Abbas dans le Dorset, est un ecclésiastique anglican britannique.

## Biographie
Gerald Ellison étudie à la Westminster School, puis au New College de l'université d'Oxford. Il participe aux éditions 1932 et 1933 de la Boat Race. Après avoir décroché son diplôme en 1932, il entre au séminaire de Westcott House. Il est ordonné diacre en 1935, puis prêtre l'année suivante.
Ellison est curé à l'abbaye de Sherborne (1935-1937), puis chapelain de l'évêque de Winchester Cyril Garbett. Lorsque la Seconde Guerre mondiale éclate, il s'engage dans la Royal Navy et occupe le poste de chapelain sur le Barham, puis sur l'Orion. Il participe ainsi à la bataille du cap Matapan en mars 1941. Libéré de ses fonctions en 1943, Ellison devient chapelain de Bishopthorpe à la demande de Cyril Garbett. Il est transféré en 1946 à Portsea, puis devient évêque suffragant de Willesden en 1950.
Ellison devient évêque de Chester en 1955, puis évêque de Londres en 1973. Après sa démission, en 1981, il est nommé chevalier commandeur de l'ordre royal de Victoria et occupe brièvement le poste de vicaire général des Bermudes. Il meurt d'un cancer en 1992, à l'âge de 82 ans.